# NYK Line
NYK Line (яп. 日本郵船株式会社 ниппон ю:сэн кабусики-гайся, Nippon Yusen) — крупнейшая японская судоходная компания. Входит в Mitsubishi Group.
Основана в 1870.

## История

### 1870—1885: от «Цукумо сёкай» к «Ниппон юсэн»

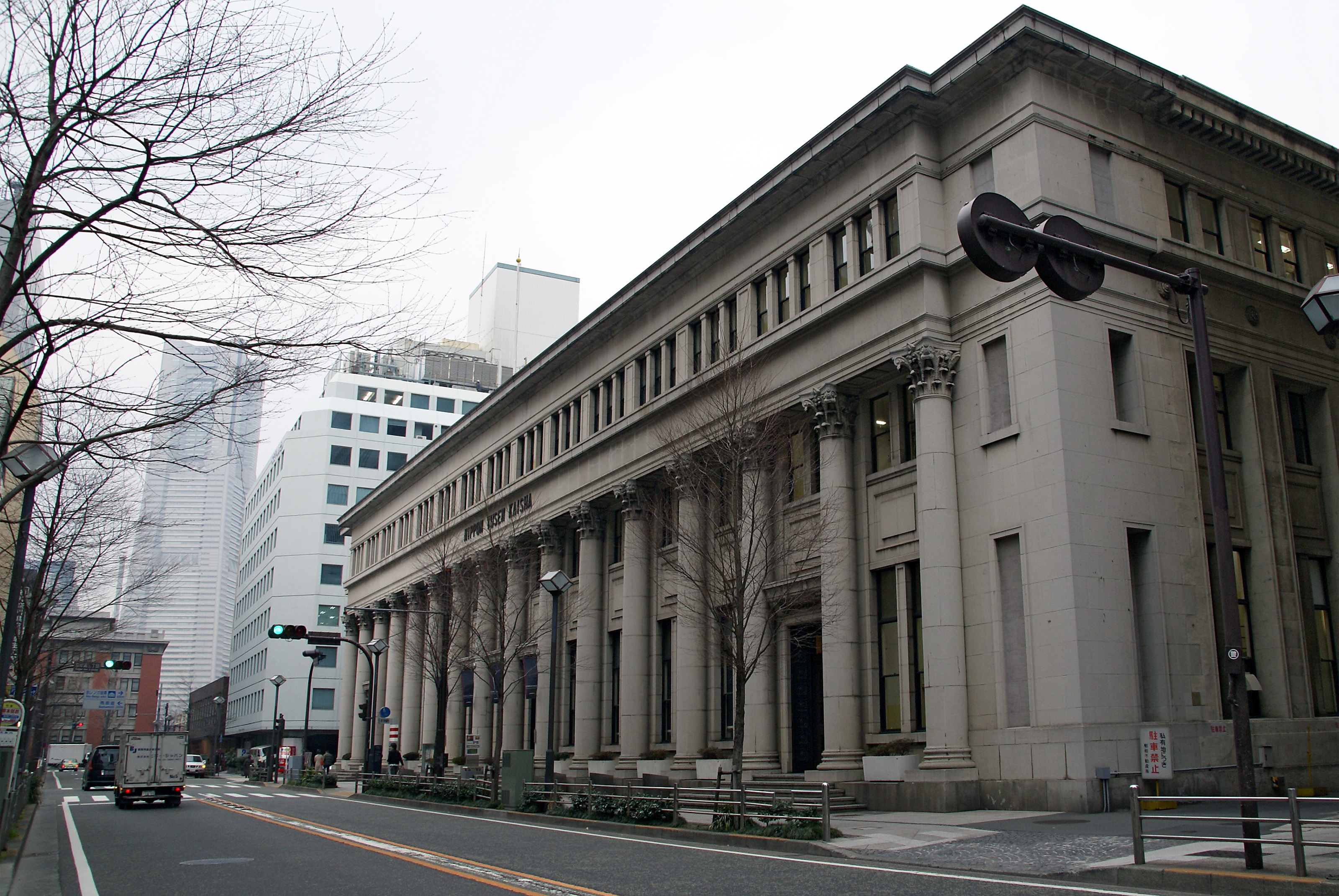
Морской музей компании Nippon Yusen
[http://www.nyk.com/rekishi/e/index.htm www.nyk.com

В 1870 году даймё Яманоути из княжества Тоса создал компанию «Цукумо сёкай», которая занималась перевозками для флота.
В 1871 году, в результате революции Мэйдзи в Японии, княжества были ликвидированы. Ятаро Ивасаки, служивший у даймё и женатый на девушке из самурайского рода, принял компанию, флот которой составлял два парохода, с условием через несколько лет заплатить часть долгов даймё.
В 1873 году компания сменила название «Мицукава сёкай».
Конкурентом компании была судоходная компания «Ниппон-коку юбин дзёкисэн» (Почтовая пароходная компания), созданная в результате объединения флота крупнейших торговых домов Японии — «Мицуи», «Коноикэ», «Симада» и «Оно».
В 1874 году Япония организовала военное вторжение на принадлежащий Китаю остров Формоза (Тайвань) под предлогом наказания местных племен аборигенов, убивших более 50 японских рыбаков после кораблекрушения. Компания Ивасаки наиболее отзывчиво отнеслась к просьбе правительства о предоставлении судов для перевозки войск. В результате, по решению фактического главы правительства Тосимити Окубо, компании передали 13 грузовых судов, купленных правительством за границей за $1.5 млн специально для осуществления военной экспедиции на Тайвань. Кроме того, правительство обязалось выкупить у разорившейся «Ниппон-коку юбин дзёкисэн» её суда и безвозмездно передать их «Мицукава сёкай».
В 1875 году название компании было изменено на «Mitsubishi Mail Steamship Company», это было судоходное подразделение выросшей на основе судоходного бизнеса Ятаро Ивасаки группы компаний «Мицубиси» — второй по величине дзайбацу Японии. Компания открыла первую японскую морскую пассажирскую линию из Йокогамы в Шанхай.
В 1878 году премьер-министр Японии Тосимити Окубо, оказывающий поддержку компании Ятаро Ивасаки, был убит. Новое правительство ликвидировало монополию «Мицубиси» на морские перевозки и передало перевозки для нужд государства новой судоходной компании — Kyodo Unyu Kaisha.
Борьба между «Мицубиси» и «Kyodo Unyu Kaisha» стала одной из крупнейших конкурентных войн в Японии XIX века.
В январе 1885 года Ивасаки заявил, что устал от борьбы и поэтому выведет свой флот в море и сожжет его на виду здания правительства. Чтобы не допустить потери большей части торгового флота страны, министры предложили объединить конкурирующие компании.
В июле 1885 года судоходное подразделение «Мицубиси» и Kyodo Unyu Kaisha слились в крупнейшее в Японии пароходство «Ниппон юсэн» — Nippon Yusen Kaisha (NYK), флот которого насчитывал 58 пароходов.

### 1885—1940

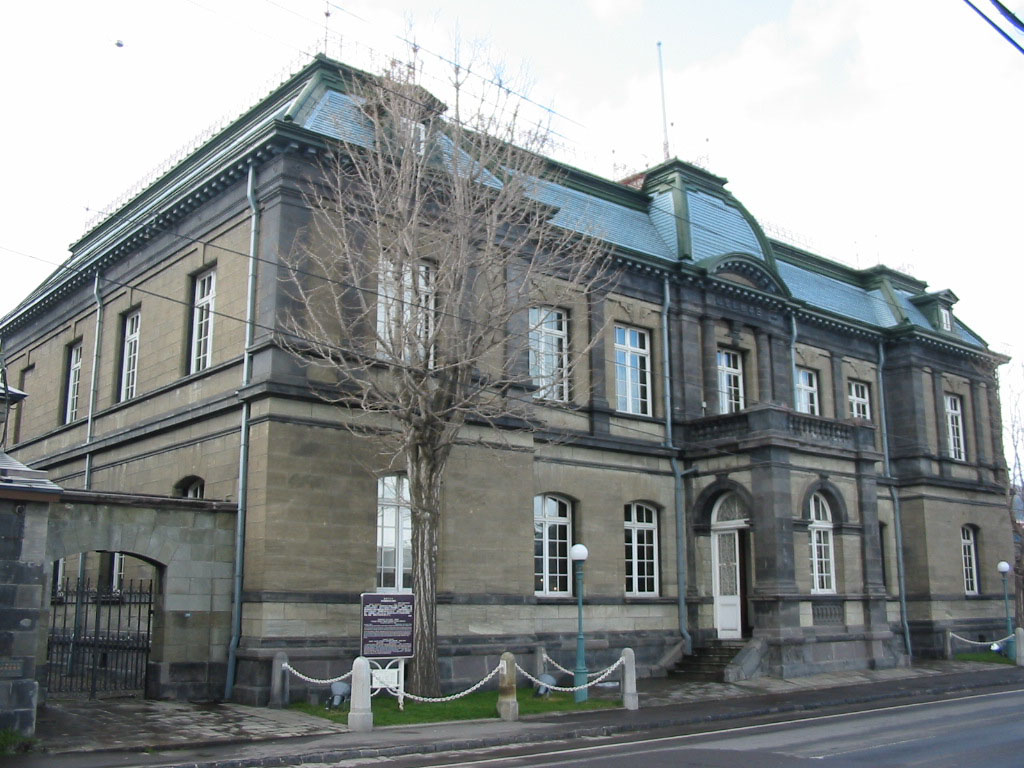
Здание офиса компании в Отару

В 1896 году открывается представительство компании в Лондоне и начинается обслуживание европейских и австралийских маршрутов.
в 1899 году была открыта регулярная линия на Лондон.
В 1906 году по проекту Сидзиро Сататэ, ученика британского архитектора Джосаи Кондера, было построено здание компании в порту Отару.
В 1914 году судно «Tokushima Maru» стала первым японским судном, которое прошло по Панамскому каналу. Это было началом грузоперевозок через канал до Нью-Йорка. В 1919 году открыли грузовые линии до Гамбурга и Ливерпуля. В 1920 году компания «NYK» открыло представительство в Нью-Йорке. В дальнейшие годы компания активно развивается и приобретает компанию Dai-ni Tokyo Kisen Kaisha с судоходными маршрутами до Сан-Франциско и западного побережья Южной Америки.
В 1929 году две красные полосы на белом фоне стали официальной маркировкой на трубах у судов NYK.
В 1935 году компания NYK торжественно отмечает своё 50-летие и начинает обслуживать скандинавские линии грузоперевозок.
В течение этих лет, плоть до окончания Второй мировой войны, крупнейшим акционером компании «Ниппон юсен кайся», владевшим даже большим пакетом акций, чем дзайбацу Мицубиси, была императорская семья Японии.

### 1941: флот компании во Второй мировой войне

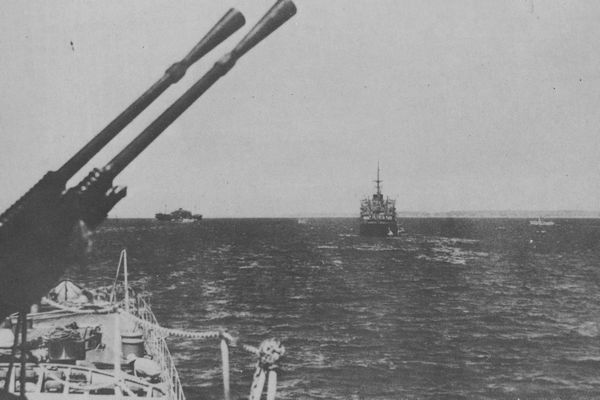
Плавучая база подводных лодок Yasukuni Maru, фото с борта HIJMS Katori, 1942 год

К 1941 году компания являлась третьей крупнейшей судоходной компанией в мире.
В течение Второй мировой войны компания потеряла 185 судов, сохранив только 37.
Лайнер Yasukuni Maru, 1930 года постройки, в 1939 году реквизирован ВМС Японии и использовался как транспорт. С декабря 1940 — плавучая база подводных лодок. Потоплен 31 января 1944 американской подводной лодкой USS Trigger (SS-237) в точке с координатами 09°15′N 147°13′E.
1 апреля 1945 года, бывший лайнер компании — судно Красного Креста «Ава Мару» было потоплено торпедами американской подводной лодки USS Queenfish (SS-393). Командир лодки Чарльз Лоуглин, исходя из данных бортовой РЛС, определил и «опознал» цель как японский эскадренный миноносец. «Ава Мару» затонуло ив течение 2 минут на глубине 60 метров в точке с координатами 24º41’N 119º 12’E. При торпедировании погибли 1900 пассажиров и 148 членов экипажа.

### 1945—2000: послевоенное развитие
После Второй мировой войны у компании осталось только 37 судов. С начала 50-х годов компания активно возвращает утраченные позиции на рынке морских перевозок. Возобновляются практические все популярные судоходные направления.
В 1964 году произошло слияние NYK и Mitsubishi Shipping Co., Ltd., в результате чего флот компании составили 153 судна грузоподъемностью в 2 287 696 тонн.
В 1960-х годах компания отказалась от пассажирских линий и вошла в начинавшую формироваться сферу контейнерных перевозок. В 1968 году по заказу компании было построено судно «Hakone Маru» — первый японский контейнеровоз.
В 1970—1971 годах начаты перевозки к западному и восточному побережьям Северной Америки и Европу. В 1973 году акции компании NYK размещены на Франкфуртской фондовой бирже. Через десять лет была учреждена компания NYK Lines (Singapore) Pte., Ltd.
В 1980-х годах компания активно создает логистические центры: первым был создан логистический центр в Торонто, затем открыты центры в Бангкоке, Лос-Анджелесе и Сиднее. На тихоокеанских маршрутах компанией была создана Международная информационная сеть логистических услуг Worldwide Information Network Services for Logistics (WINS).
В 1989 компания вернулась к пассажирским перевозкам, создав дочернюю компанию Crystal Cruises, а в 1990-м году — также и под собственным брендом.

### с 2000 — по настоящее время
В 2001 году создан логотип «Double Wing» объединённой группы «NYK Logistics & Megacarrier».
В 2003 году учреждена объединённая логистическая компания NYK Logistics (Europe) Ltd.
В 2004 году был проведён ребрендинг всех логистических филиалов NYK под унифицированным брендом «NYK Logistics» и сегодня эта компания является ведущей судоходной компанией и крупнейшим логистическим оператором.
В 2008 году штат компании составлял 55 тыс. человек, имела сеть из 240 офисов и агентств в 27 странах мира, компания оперировала флотом из 776 судов, включая 155 контейнеровозов, 286 балкеров, 55 лесовозов, 113 автовозов, 21 рефрижератор, 78 танкеров, 30 судов перевозчиков сжиженного газа (LNG).

## Деятельность
Филиалы NYK работают в Бельгии, Великобритании, Германии, Дании, Италии, Нидерландах, Финляндии, Франции и Швеции. По состоянию на конец марта 2012 года компания NYK эксплуатировала 838 основных океанских судов, 148 контейнеровозов, а также имеет флот самолетов, поездов и грузовиков. Выручка NYK в 2011 финансовом году составила около $ 23 млрд (около 710 млрд рублей). Число сотрудников по всему миру насчитывает почти 55000 человек.
Оборот компании в 2005 финансовом году (закончился в марте 2006 года) составил около 2 трлн иен ($18 млрд), прибыль — 92 млрд иен ($834 млн.).

### Деятельность в России
В России у NYK имеется филиал в Санкт-Петербурге; компания занимается перевалкой контейнеров в порту города.
В 2012 году компания и российский логистический оператор ROLF SCS, входящий в группу ROLF, подписали соглашение о создании совместного предприятия. Доля NYK в новом предприятии составила 51 %, ROLF SCS получил 49 %.
В 2012 году NYK Group купила у российского автоторговца «Рольф» контрольный пакет (51 %) её «дочки» Rolf SCS, специализирующейся на перевозках автомобилей. При этом группа Rolf SCS продолжает выступать под коммерческим наименованием «Рольф».

### Деятельность в Казахстане
В Казахстане NYK принадлежит компания NYK Auto Logistcis (Kazakhstan) LLP, которая базируется на принадлежащем компании терминале по обработке легковых автомобилей близ Алматы. Компания оказывает логистические услуги по терминальной обработке автомобилей и их доставке до дилеров в Казахстане и Киргизии.